# Вест Фол Черч (Вирџинија)
Вест Фол Черч (енгл. West Falls Church) насељено је место без административног статуса у америчкој савезној држави Вирџинија.

## Демографија
По попису из 2010. године број становника је 29.207.
| Група             | 2000.    | 2010.          |
| Белци             | 0 (0,0%) | 11.918 (40,8%) |
| Афроамериканци    | 0 (0,0%) | 1.415 (4,8%)   |
| Азијати           | 0 (0,0%) | 5.554 (19,0%)  |
| Хиспаноамериканци | 0 (0,0%) | 9.679 (33,1%)  |
| Укупно            | 0        | 29.207         |